# Paralimna setifemur
Paralimna setifemur är en tvåvingeart som beskrevs av Cresson 1939. Paralimna setifemur ingår i släktet Paralimna och familjen vattenflugor. Inga underarter finns listade i Catalogue of Life.